# Johnny Ringo
John Peters Ringo (Greens Fork, 3 maggio 1850 – Monti Chiricahua, 13 luglio 1882) è stato un pistolero e criminale statunitense, protagonista del selvaggio West americano, membro della banda di criminali nota come Cowboys operante nei dintorni di Tombstone (Arizona) negli Anni 1880.
È stato coinvolto nella faida tra i Cowboys e il celebre sceriffo Wyatt Earp.

## Biografia

### Origini
Johnny Ringo, figlio di Martin e Mary Peters Ringo, aveva lontane origini olandesi, e nacque in quella che in seguito divenne la cittadina di Greens Fork, contea di Wayne (Indiana). La sua famiglia si trasferì a Liberty (Missouri), nel 1856. Era un cugino tangenzialmente imparentato con i fratelli Younger attraverso sua zia Augusta Peters Inskip, sposa di Coleman P. Younger, zio dei fuorilegge.
Nel 1858, la famiglia Ringo si trasferì da Liberty a Gallatin (Missouri), dove affittarono una proprietà dal padre di John W. Sheets, poi prima vittima "ufficiale" della banda James-Younger durante la rapina alla Daviess County Savings & Loan Association nel 1869.
Il 30 luglio 1864, quando Johnny aveva 14 anni, la sua famiglia era nel Wyoming in viaggio verso la California. Suo padre, Martin Ringo, fu ucciso quando scese dal loro carro tenendo in mano un fucile da caccia, che sparò accidentalmente. Il proiettile gli entrò nel lato destro del viso e uscì dalla sommità della testa. La famiglia seppellì Martin su una collina lungo il sentiero.

### Guerra della contea di Mason
Nel 1869, l'ormai diciannovenne Johnny Ringo lasciò la madre, il fratello e le sorelle a San Jose (California) e si trasferì nella contea di Mason, in Texas. Ivi, fece amicizia con un ex-Texas Ranger di nome Scott Cooley, figlio adottivo del ranchero Tim Williamson.
I guai iniziarono quando due ladri di bestiame americani, Elijah e Pete Backus, furono trascinati fuori dalla prigione di Mason e linciati da una folla prevalentemente tedesca. La guerra vera e propria iniziò il 13 maggio 1875, quando Tim Williamson fu arrestato da una squadra ostile e assassinato da un contadino tedesco di nome Peter "Bad Man" Bader. Cooley e i suoi amici, tra cui Johnny Ringo, condussero una campagna di terrore contro i loro rivali. I funzionari la chiamarono "Guerra della contea di Mason"; localmente era chiamata "Guerra Hoodoo". Cooley reagì uccidendo l'ex vice-sceriffo locale di origini germaniche, John Worley, gli prese lo scalpo e gettò il suo corpo in un pozzo il 10 agosto 1875. Cooley aveva già la reputazione di uomo pericoloso ed era rispettato come Texas Ranger. Uccise molte altre persone durante la guerra. Dopo che Moses Baird, sostenitore di Cooley, fu ucciso, Ringo assassinò, con un amico di nome Bill Williams, James Cheyney, reo di aver condotto Baird nell'imboscata ov'era stato ucciso, il 25 settembre 1875. Ringo e Williams cavalcarono fino alla casa di Cheyney che li accolse, disarmato, e li invitò, dopodiché prese a lavarsi la faccia in veranda. Ringo e Williams gli spararono e lo uccisero, poi cavalcarono fino alla casa di Dave Doole e lo chiamarono fuori ma lui uscì con una pistola e li fece fuggire. Qualche tempo dopo, Scott Cooley e Johnny Ringo scambiarono Charley Bader per suo fratello Pete e lo uccisero. I due uomini furono incarcerati a Burnet dallo sceriffo A.J. Strickland ma evasero presto dalla prigione con l'aiuto dei loro amici e si separarono per eludere la legge.
La guerra della contea di Mason terminò intorno al novembre 1876, dopo che circa una dozzina d'individui erano stati uccisi. Si pensava che Scott Cooley fosse morto e Johnny Ringo e il suo amico George Gladden fossero in prigione. Uno dei presunti compagni di cella di Ringo era il famigerato assassino John Wesley Hardin. Mentre Gladden fu condannato a 99 anni di reclusione, Ringo sembra fosse stato assolto. Due anni dopo (1878), Ringo era un agente di polizia a Loyal Valley, sempre in Texas, ma poco dopo si portò in Arizona.

### Tombstone e la guerra dell'Arizona
Portatosi in Arizona, Ringo iniziò a gravitare intorno al ranch di Old Man Clanton, lungo il fiume San Pedro. Clanton era un ricco allevatore che aveva sfruttato la felice collocazione delle sue proprietà, a due passi dal Guadalupe Canyon e dallo Skeleton Canyon, le porte d'accesso al Messico, per arricchire le sue mandrie con bestiame razziato ai messicani. Intorno al ranch dei Clanton si raccoglievano ormai bande di mandriani più dedite al banditismo che alle normali pratiche dell'allevamento; prova ne è il fatto che, all'epoca, in Arizona la parola "cowboy" aveva una valenza apertamente negativa. Johnny Ringo allacciò stretti rapporti con il figlio maggiore di Old Man, il turbolento Ike Clanton, e con un altro pistolero, William Brocius. Nell'agosto del 1881, Old Man Clanton venne assassinato con altri mandriani da contrabbandieri messicani nel massacro di Guadalupe Canyon. Ormai privi della loro storica guida, i Clanton e gli avventurieri che gravitavano loro intorno si riunirono in una banda, i Cowboys, della quale Ringo e Brocius divennero rapidamente i leader.

### La fine
Il 14 luglio 1882 Johnny Ringo venne trovato morto sotto un albero nella Turkey Creek Valley, ad un giorno di marcia da Tombstone, freddato da un colpo alla testa. Le condizioni in cui venne rinvenuto il cadavere fecero supporre un suicidio, ma, anni dopo, Josephine Marcus, moglie di Wyatt, sostenne che l'ultimo Cowboys era stato eliminato da Doc Holliday e Wyatt Earp con un colpo di fucile da notevole distanza. Secondo quanto riportato in un libro scritto da Glen Boyer, Josephine avrebbe dichiarato che Doc e Wyatt sarebbero ritornati in Arizona per chiudere una volta per tutte il conto per la morte di Morgan Earp. La morte di Ringo chiuse definitivamente la faida tra gli Earp ed i Cowboys. Accusato di essere un bugiardo Boyer ammise di non avere prove a supporto di quanto riportato nel libro. Inoltre fu appurato che Holliday era sotto processo in Colorado all'epoca della morte di Ringo e che lui ed il suo avvocato erano in tribunale nella contea di Pueblo nei giorni dall'11 al 18 luglio 1882, periodo in cui Ringo fu ucciso, e che quindi era impossibile che avesse potuto avere una parte nella sua morte avvenuta nella West Turkey Creek Valley (Arizona).

### Esplicative
1. ↑  La storia del viaggio dei Ringo verso il Missouri è documentato dal diario della signora Mary Peters Ringo, ed. in Burrows 1987, cap. 6 The Journal of Mary peters Ringo.

### Bibliografiche
1. ↑  Burrows 1987.
2. ↑  Johnson 2008, p. 3.
3. ↑  (EN) The High Chaparral Johnny Ringo, su thehighchaparral.com (archiviato dall'url originale il 28 marzo 2012).
4. ↑  Burrows 1987, p. 119.
5. 1 2  (EN) Darryl Wilkinson, Johnny Ringo Called Gallatin Home as a Boy, in Gallatin North Missourian, 22 luglio 1992 (archiviato dall'url originale il 29 settembre 2007).
6. ↑  Burrows 1987, p. 121.
7. ↑  (EN) Terry Clanton, John Ringo Family History, in Tombstone History, 1997 (archiviato dall'url originale il 14 aprile 2012).
8. 1 2  (EN) Dave Johnson, TSHA | Ringo, John Peters, su tshaonline.org.
9. 1 2 3  Burrows 1987, cap. 8 The Hoodoo War and Those Dear Little Sisters.
10. ↑  (EN) Glenn Hadeler, The Mason County Texas Hoo Doo Wars, in Texas History. URL consultato il 10 maggio 2008 (archiviato dall'url originale il 12 maggio 2010).
11. ↑  Burrows 1987, p. 133.
12. ↑  Breakenridge 1992, pp. 169-170 e 301-302.
13. ↑  Breakenridge 1992, p. XIX.
14. ↑  Breakenridge 1992, pp. 182-183.
15. ↑  Johnson 2008, p. 193.
16. ↑  Marcus 1998, pp. 107-108 e 111.

### Fonti
- (EN) Billy Breakenridge, Helldorado: Bringing the Law to the Mesquite, a cura di Richard M. Brown, University of Nebraska Press, 1992  [1928, Boston], ISBN 0-8032-6100-4.
- (EN) Walter Noble Burns, Tombstone, an Iliad of the West, a cura di Casey Tefertiller, University of New Mexico Press, 1999  [1927], ISBN 0-8263-2154-2.
- (EN) Wyatt Earp, Autobiografia, a cura di John H. Flood, 1926. ed. in Lake 1931
- (EN) Stuart N. Lake, Wyatt Earp, frontier marshal, 1931.
- (EN) Josephine Marcus, I Married Wyatt Earp: The Recollections of Josephine Sarah Marcus Earp, a cura di Glenn G. Boyer, University of Arizona Press, 1998, ISBN 0-8165-0583-7.
- (EN) Wells Spicer, The O.K. Corral inquest, a cura di Alford E. Turner, Documenti originali del processo, College Station, 1981, ISBN 0-932702-16-3.

### Studi
- (EN) Allen Barra, Inventing Wyatt Earp: His Life and Many Legends, New York, 1998, ISBN 0-7867-0685-6.
- (EN) John Boessenecker, Ride the Devil's Herd: Wyatt Earp's Epic Battle Against the West's Biggest Outlaw Gang, New York, Hanover Square Press, 2020.
- (EN) Jack Burrows, John Ringo: The Gunfighter Who Never Was, University of Arizona Press, 1987, ISBN 0-8165-0975-1.
- (EN) Steve Gatto, Johnny Ringo, Lansing, Protar House, 2002, ISBN 0-9720910-1-7.
- (EN) Steve Gatto, The Real Wyatt Earp: A Documentary Biography, Silver City, 2000, ISBN 0-944383-50-5.
- (EN) David Johnson, Johnny Ringo, King of the Cowboys, 2. ed., University of North Texas Press, 2008.
- (EN) Grace McCool, GUNSMOKE: The True Story of Old Tombstone, Tucson, 1990, ISBN 0-918080-52-5.
- (EN) Paula Mitchell Marks, And Die in the West: the story of the O.K. Corral gunfight, New York, 1989, ISBN 0-671-70614-4.
- (EN) Casey Tefertiller, Wyatt Earp: The Life Behind the Legend, New York, 1997, ISBN 0-471-18967-7.